# 北瀨佳範
北濑佳範（日语：／ Kitase Yoshinori，1966年9月23日—）是日本游戏公司史克威爾艾尼克斯旗下的一名游戏总监及制作人，現任史克威爾艾尼克斯執行董事、第1和第2工作室執行長、最終幻想系列品牌經理和史克威爾艾尼克斯控股董事。他以作为《最终幻想VI》（1994）、《时空之轮》1995）、《最终幻想VII》（1997）、《最终幻想VIII》（1999）以及《最终幻想X》（2001）等作品的制作总监而著称。

## 生平
1978年7月，12岁的北濑佳範第一次观看了电影《星球大战》，并留下了深刻的印象。后来他开始研究制作视频，并对电影工程的创作过程产生了极大的兴趣。北濑在此后决定进入日本大学艺术学院学习编剧和电影制作。虽然他很喜欢拍摄工作，他对后期编辑制作表现出了更大的热情，因为他认为这能使他给予画面一个全新的定义，并使影片更迎合观众的感受。在他毕业后的第一年，曾在一家小型动画工作室制作动画电视节目及广告。当第一次接触《最终幻想》，他就意识到动画风格和故事性将会是游戏产业的潜在突破口。尽管没有软件开发知识，他仍旧前往游戏开发公司史克威尔应聘，并于1990年被聘用。在接下来的十年中，他积累“事件编剧”的经验，指导游戏画面上的人物的动作和面部表情，以及设定情节中的计时和音乐过渡。他将这份工作比作指导电影演员。

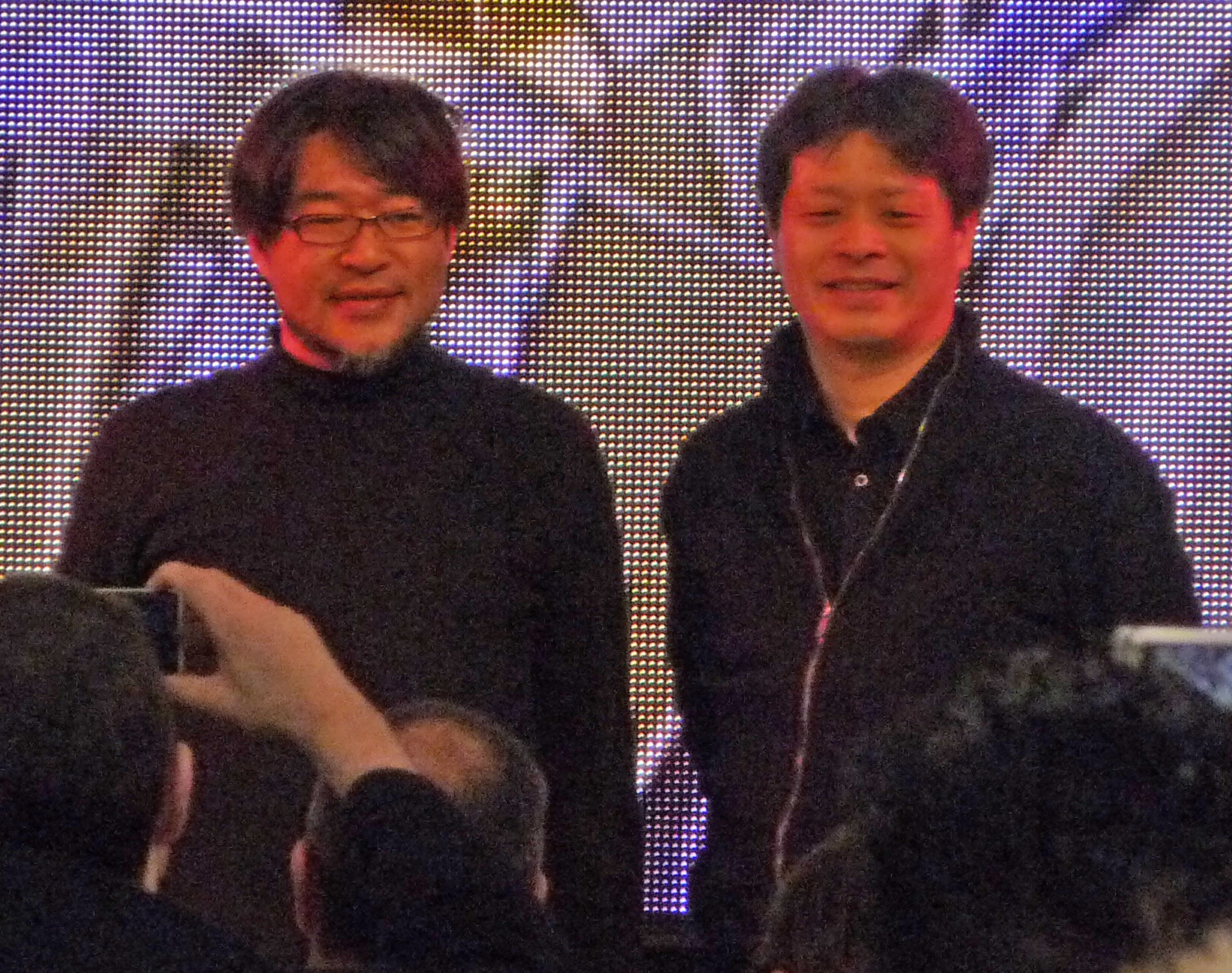
北濑佳範（右）和艺术总监上国料勇（左）在2010年3月伦敦HMV的《最终幻想XIII》发布会上。

当很多玩家在《最终幻想VII》和《最终幻想VIII》的科幻世界观之后纷纷要求《最终幻想系列》的新作回归“单纯的幻想世界”，北濑佳範开始尝试努力拓展使“幻想”这个词的定义超出中世纪欧洲的设定範围，这最终使东南亚风情成为了《最终幻想X》的背景基调。北濑称《最终幻想VII》和其主角分别是他最喜欢的游戏和游戏角色。在接受记者采访时，他也曾说他喜欢第一人称射击游戏。

## 作品
| 年份 | 作品                       | 系统                            | 职位                           |
| ---- | -------------------------- | ------------------------------- | ------------------------------ |
| 1991 | 聖劍傳說 ～最終幻想外傳～  | Game Boy                        | 游戏设计、剧本                 |
| 1992 | 浪漫沙加                   | 超级任天堂                      | 野外地图设计                   |
| 1992 | 最终幻想V                  | 超级任天堂                      | 现场策划、项目策划、编剧       |
| 1994 | 最终幻想VI                 | 超级任天堂                      | 总监、项目策划、编剧           |
| 1995 | 时空之轮                   | 超级任天堂                      | 总监、编剧                     |
| 1997 | 最终幻想VII                | PlayStation、Windows            | 总监、编剧                     |
| 1998 | 冒险英雄                   | PlayStation                     | 最终幻想VII工作人员            |
| 1999 | 最终幻想VIII               | PlayStation、Windows            | 总监、故事、系统设计、情节监制 |
| 2001 | 最终幻想X                  | PlayStation 2                   | 制作人、总监制、编剧           |
| 2002 | 王国之心                   | PlayStation 2                   | 联合制作人                     |
| 2003 | 最终幻想X-2                | PlayStation 2                   | 制作人                         |
| 2004 | 危机之前 -最终幻想VII-     | 移动电话                        | 监制                           |
| 2004 | 王國之心 記憶之鍊          | Game Boy Advance                | 制作人                         |
| 2005 | 最终幻想VII PS3技术演示版  | PlayStation 3                   | 监督                           |
| 2005 | 最终幻想VII 降临之子       | DVD-Video, UMD                  | 制作人                         |
| 2005 | 王国之心II                 | PlayStation 2                   | 联合制作人                     |
| 2006 | 地狱犬的挽歌 -最终幻想VII- | PlayStation 2                   | 制作人                         |
| 2006 | 最终幻想V Advance          | Game Boy Advance                | 监督                           |
| 2006 | 最终幻想VI Advance         | Game Boy Advance                | 监督                           |
| 2006 | 圣剑传说4                  | PlayStation 2                   | 特别感谢                       |
| 2007 | 圣剑传说 玛娜英雄          | 任天堂DS                        | 特别感谢                       |
| 2007 | 核心危机 -最终幻想VII-     | PlayStation Portable            | 监制、项目策划                 |
| 2008 | 西格瑪和聲                 | 任天堂DS                        | 制作人                         |
| 2008 | 纷争 最终幻想              | PlayStation Portable            | 制作人                         |
| 2009 | 最终幻想VII 降临之子完全版 | Blu-ray Disc                    | 制作人                         |
| 2009 | 最终幻想XIII               | PlayStation 3、Xbox 360         | 制作人、水晶工具开发人员       |
| 2010 | 第三次生日                 | PlayStation Portable            | 制作人                         |
| 2011 | 纷争012 最终幻想           | PlayStation Portable            | 特别感谢                       |
| 2011 | 最终幻想 零式              | PlayStation Portable            | 制作人                         |
| 2011 | 最终幻想XIII-2             | PlayStation 3、Xbox 360         | 制作人                         |
| 2012 | 最終幻想 節奏劇場          | 任天堂3DS                       | 特别感谢                       |
| 2013 | 最终幻想 全员勇者          | iOS                             | 特别感谢                       |
| 2013 | 雷霆归来 最终幻想XIII      | PlayStation 3、Xbox 360         | 制作人                         |
| 2013 | 最终幻想X\|X-2高清重制版   | PlayStation 3、PlayStation Vita | 制作人                         |
| 2013 | 最终幻想X-2高清重制版      | PlayStation 3、PlayStation Vita | 制作人                         |
| 2014 | 最终幻想：节奏剧场谢幕     | Nintendo 3DS                    | 特别感谢                       |
| 2014 | Final Fantasy VII G-Bike   | iOS、Android                    | 监制                           |
| 2015 | 最终幻想X\|X-2高清重制版   | PlayStation 4                   | 特别感谢                       |
| 2015 | 莫比乌斯 最终幻想          | iOS、Android                    | 制作人                         |
| 2020 | 最終幻想VII 重製版         | PlayStation 4、PlayStation 5    | 制作人                         |